# Arthur Van Hecke
Arthur Van Hecke est un peintre et lithographe français du Groupe de Roubaix. Peintre de portraits, de marines, de fleurs, il est né à Roubaix le 20 mars 1924 et mort à Hondschoote, le 25 janvier 2003.

## Biographie

### Influence du Groupe belge de Laethem-Saint-Martin
Éduqué par ses grands-parents à la suite de la séparation de ses parents, l'enfance roubaisienne d'Arthur Van Hecke se situe successivement cour Van-Welden, dans la rue Daubenton, puis au « Pile », quartier des ouvriers, des liens familiaux dans la ville de Bruges l'y amenant également fréquemment : il s'y passionne pour la ville et pour ses peintres, copie les œuvres de James Ensor, Paul Permeke, Albert Saverys, Rik Wouters.
À 13 ans Arthur Van Hecke est ouvrier en usine textile à Roubaix. Le journaliste Bruno Vouters évoque un destin naturellement tracé : « né dans un quartier pauvre de Roubaix, cet enfant d’une famille modeste était fait pour l’usine ». Bruno Jaubert, auteur du livre Arthur Van Hecke - Œuvres 1946-1998 (en même temps catalogue édité par le Musée des Beaux-Arts de Dunkerque en 1998, à l'occasion de l'exposition présentée en novembre), cite pour sa part Arthur Van Hecke qui confirme ainsi ses réelles aspirations : « (à 12 ans) je commençais sérieusement à peindre. Bien sûr, ce n’était qu’une mauvaise barbouille mais la passion y était. Mon grand-père recevait de Belgique toutes les semaines une revue dans laquelle il y avait toujours une reproduction de toile d’un des maîtres belges de l’époque et c’est en les regardant que j’ai pris conscience de la peinture. Je les copiais tous : Servaes et son Christ aux pustules, Opsomer et ses portraits officiels mais si bien peints, Tytgat et son humour, Paul Permeke et sa toute-puissance, Paulus, Daeye, Van de Woestyne, toute l’équipe de Laethem-Saint-Martin. Quelle merveilleuse école du bien-peindre ! Ils m’ont marqué à jamais, même après avoir découvert la peinture moderne, Picasso, Braque, Matisse, Léger ».

### Engagement dans les troupes de la France Libre
Au cours de la Seconde Guerre mondiale, Arthur Van Hecke, dont le mariage avec Fernande Lamarque, le 25 septembre 1943, donnera naissance à trois filles, Monique, Anita et Dominique, s'engage dans les troupes de la France Libre. Il participe à la libération de la poche de Dunkerque, aux côtés des troupes britanniques.

### Le Groupe de Roubaix
Arthur Van Hecke est l'un des principaux protagonistes du Groupe de Roubaix avec, notamment, le peintre et sculpteur Robert Conte (né en 1925), le peintre et poète Michel Delporte (1927-2001), le sculpteur Eugène Dodeigne (1923-2016), le peintre Jacky Dodin (1929-1990), le peintre Paul Hémery (1921-2006), le peintre et pianiste de jazz Pierre Hennebelle (1926-2013), le peintre Pierre Leclercq (1928-2002), le peintre Eugène Leroy (1910-2000), le sculpteur Jean Roulland (né en 1931). Après s'être installé près de Dunkerque, il fondera avec Raymond Picque, Jean Bertaux et Jean Castanier, le Groupe de Gravelines en 1961.
Peintre autodidacte, il commence à peindre dès la fin de la guerre, à Roubaix, sa ville natale, où il expose ses toiles au Salon des Artistes Roubaisiens puis dans les galeries roubaisiennes, les galeries Dujardin, Parenthou, et l'enseigne Création de Léon Renar. Une rencontre décisive va rapidement accélérer le cours de sa carrière. Alors qu'il peint dans le parc du château de Jean Masurel, célèbre industriel et collectionneur du Nord - à l'origine du musée de Villeneuve d'Ascq -, il y croise Roger Dutilleul, oncle de Jean Masurel, et lui aussi collectionneur (Braque, Picasso, Modigliani), qui incite son neveu à aider le jeune artiste, en particulier en mettant à sa disposition un atelier à Roubaix. Dès lors, Roger Dutilleul et Jean Masurel suivent de près son travail, et exposent ses toiles aux côtés de Pablo Picasso, Fernand Léger, Georges Braque, André Lanskoy. Bruno Wouters restitue encore : « les contacts avec Jean Masurel donnent à sa carrière toute son envergure. Van Hecke rencontre Fernand Léger, Bernard Buffet, André Lanskoy, Eugène Leroy, Édouard Pignon, Eugène Dodeigne, Charles Gadenne ». Il effectue deux voyages en Italie, en 1954 et 1957, rencontre Jean Cocteau et Pablo Picasso dans le Midi de la France en juillet 1957.

### Fondation du Groupe de Gravelines
En octobre 1957 Arthur Van Hecke habite Petit-Fort-Philippe, en avril 1958 Bruxelles, en 1959, place de la Petite-Chapelle à Dunkerque, en octobre 1960 Grand-Fort-Philippe. Il fonde le Groupe de Gravelines en 1961 avec Jean Bertaux, Jean Castanier, Raymond Picque. Ensemble, ils créent un fonds d'estampes en 1975, qui sera à l'origine du Musée du dessin et de l'estampe originale de Gravelines. Le Musée est inauguré en 1982 et le Groupe de Gravelines se dissout, la mission étant accomplie. Le Musée du dessin et de l'estampe originale de Gravelines est le seul musée français consacré aux œuvres imprimées. En 1964 Arthur Van Hecke habite sur la digue de Malo-les-Bains et vit avec Lucette à partir de 1971. Ils s'établissent définitivement à Hondschoote en 1982.

## Œuvres

### Contributions bibliophiliques
- Emmanuel Looten (préface de Stéphane Lupasco), Timbres sériels, illustrations d'Arthur Van Hecke, cinq cents exemplaires numérotés, J. Grassin éditeur, Paris, 1959.
- André Devynck, D'écume et de sang, illustrations d'Arthur Van Hecke, Les Paragraphes littéraires de Paris, 1961.
- Emmanuel Looten, Hepta, gouaches originales d'Arthur Van Hecke, vingt exemplaires numérotés, réalisation d'André Dourdin, 1962.
- Emmanuel Looten, Terre des treize ciels, livre-objet, lithographies originales d'André Dourdin et Arthur Van Hecke, quarante exemplaires numérotés, maîtres-imprimeurs Dourdin, Lille, 1965.
- Emmanuel Looten, En souvenir de l'œuvre 80, lithographies d'Arthur Van Hecke et André Dourdin, 1967.
- Alain Bouchez, Palais du Louvre - Moments du poème, illustrations d'Arthur Van Hecke, Chambelland, Paris, 1976.
- Jacques Yvart, Amers, amour et pollution, illustrations d'Arthur Van Hecke, cinq cents exemplaires numérotés, éditions Le Signe avec le vent, Dunkerque, 1982.

### Contributions cinématographiques
- Samson ou la désespérance, film d'Emmanuel Looten, décors et costumes d'Arthur Van Hecke, production FR3, 1973[1].
- Que voyez-vous, Miss Ellis ?, film de Claude Mourthé, décors d'Arthur Van Hecke, production FR3, 1975[1].

## Réception critique et témoignages
- « Une peinture puissante et frémissante au lyrisme contrôlé, un dialogue furieux entre ciel et mer, entre brume et vent, toujours heureusement et subtilement éclairé de bleus sombres et de roses tendres. Explosives dans leur pâte généreuse, ces architectures violentes et méditées marquent la ferveur et la rage de vivre d'un grand expressionniste. » - Gérald Schurr[4]
- « Le personnage d'Arthur Van Hecke est pour moi une espèce d'émanation du Nord. Il est le Nord. Il a sa chaleur humaine, sa drôlerie spirituelle, sa verve et son émotivité, sa tendresse et sa gravité. » - Édouard Pignon[5]
- « C'est une poésie physique, charnelle. C'est la musique des résonances. » - Emmanuel Looten, poète, ami d'Arthur Van Hecke[6]
- « Arthur Van Hecke, révélé en 1948 par l'originalité, le non-convenu, la ferveur intérieure d'une toile signée par lui, représentant son grand-père, un Hollandais qui lui avait légué la robustesse du pinceau, le goût de la vie, mais aussi l'inquiétude insatiable, accordée aux paysages d'eau, de vent et de nuages. » - Pierre Pierrard[7]
- « Cette prépondérance accordée à la lumière et à l'expression de la vérité intérieure des êtres rattache Arthur Van Hecke à la tradition nordique, celle du XVIIe siècle hollandais et flamand, et surtout celle de l'exressionnisme d'Ensor, Permeke et Wouters, mais aussi de Van Gogh et Soutine. La générosité de l'instinct, la force des émotions, la vibration de la matière et de la couleur, l'emportent chez lui sur la réflexion purement formelle. Si son œuvre abondante se nourrit aussi de sa connaissance aiguë de Picasso, Matisse ou Modigliani, Arthur Van Hecke puise la plupart de ses sujets, portraits ou paysages, dans cette terre du Nord dont il est profondément épris. » - Aude Cordonnier[8]
- « Il ne se soucie pas d'une voie rectiligne, sa peinture a fluctué entre figuration expressionniste et paysagisme abstrait. Entretenant quelques liens avec l'expressionnisme flamand, elle se distingue par une matière généreusement sensuelle et la justesse de sa lumière caractéristique des ciels du Nord. » - Dictionnaire Bénézit[9]

## Prix et distinctions
- Prix du Salon de la Société des artistes roubaisiens, 1949[1].
- Médaille d'argent de Salon d'art contemporain de Montrouge, 1967[1].
- Chevalier de l'ordre national du Mérite, 1972[10].
- Chevalier de la Légion d'honneur, 1985[11].

## Hommages
- Irmgard Micaela Burchard (1908-1964) a peint Arthur Van Hecke dans son atelier, rue de l'Espérance à Roubaix, toile déposée au MAC's du Grand-Hornu par le Musée d'art moderne Lille Métropole[12].
- Paul Hémery (1921-2006) a peint L'atelier de Van Hecke, toile conservée depuis 2018 à La Piscine de Roubaix[13].
- L'un des collèges de Dunkerque porte le nom d'Arthur Van Hecke[14].
- Une rue de Cappelle-la-Grande porte le nom d'Arthur Van Hecke.

## Expositions

### Expositions personnelles

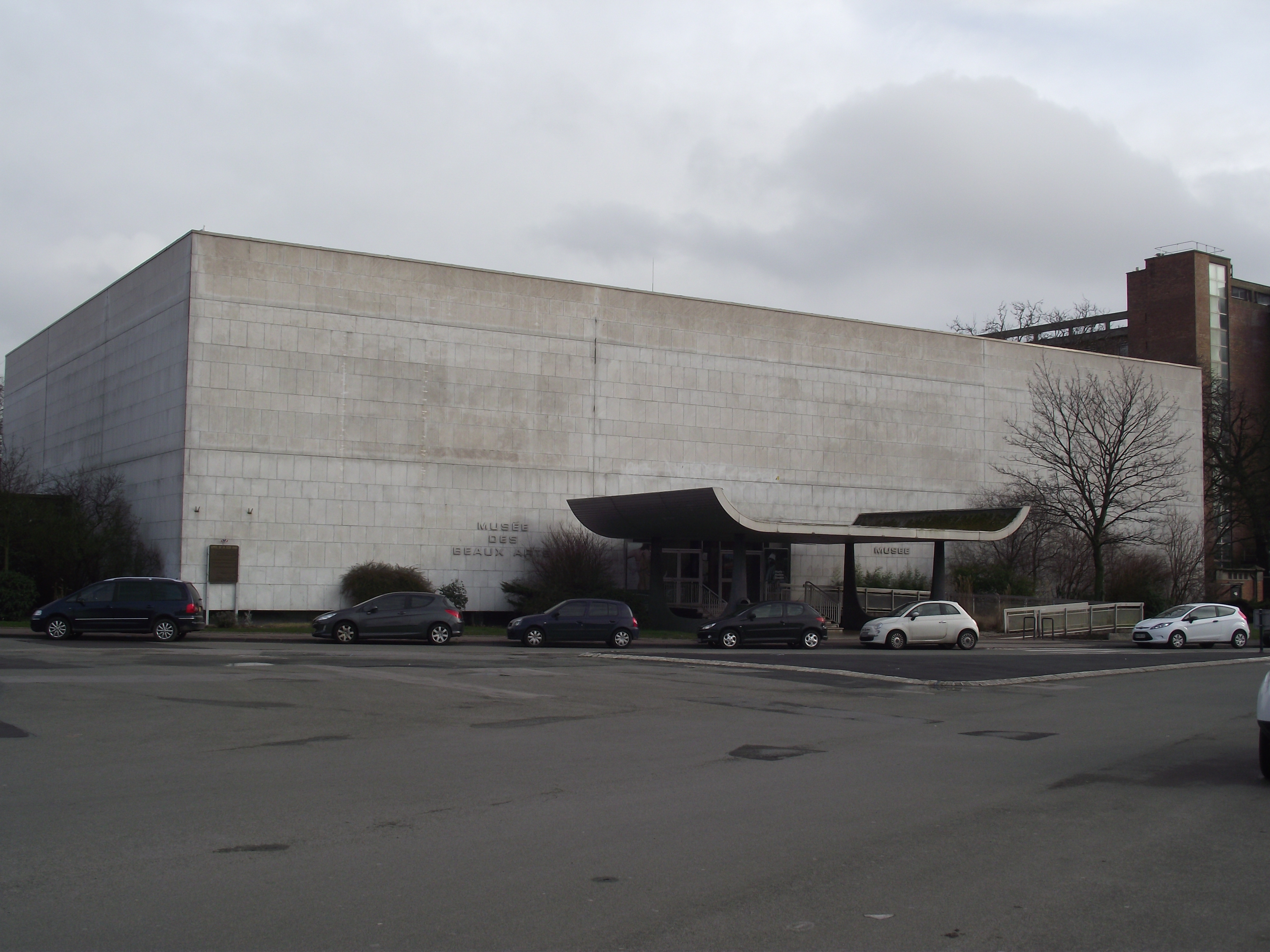
Musée des Beaux-Arts de Dunkerque

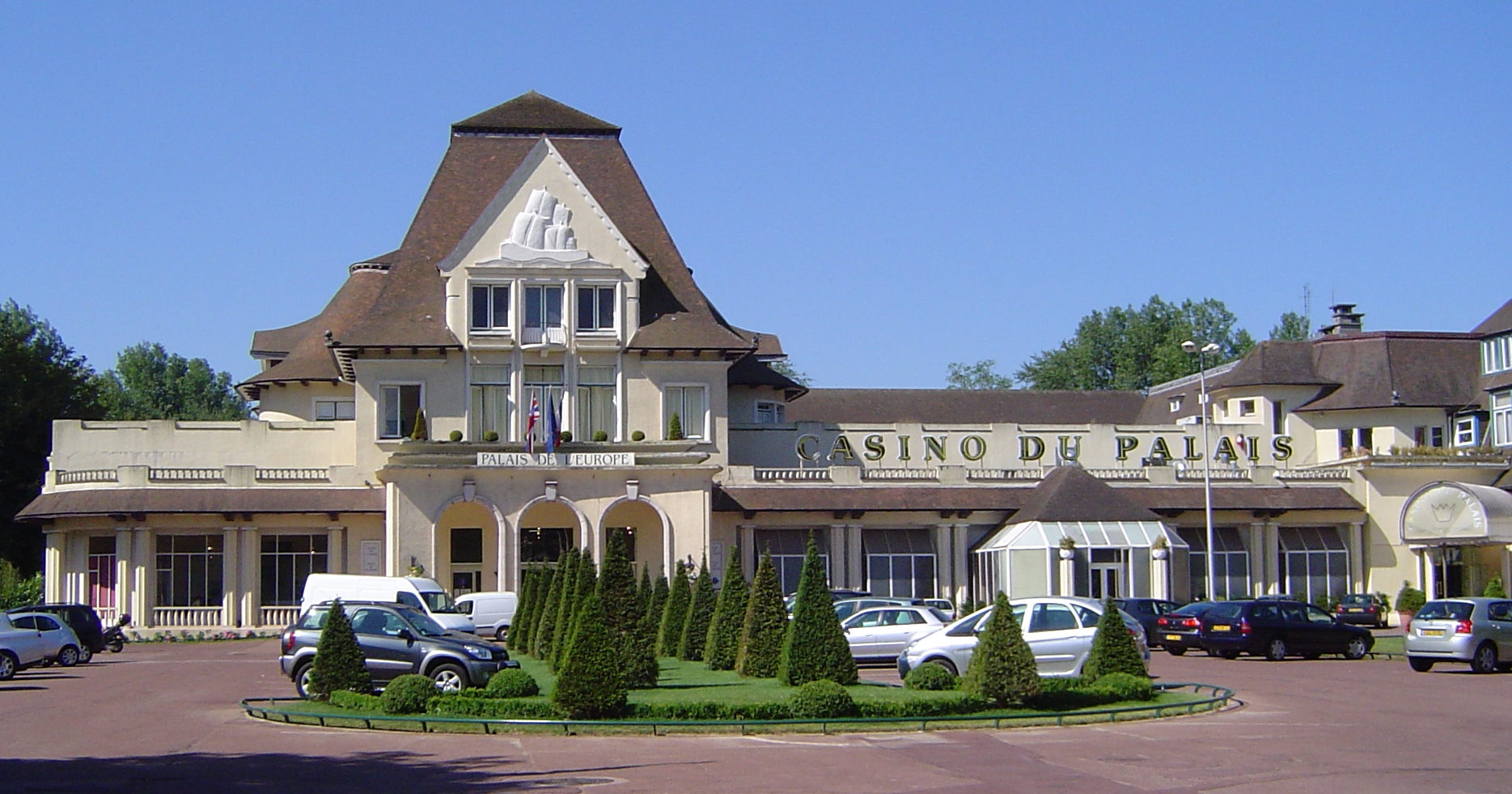
Palais de l'Europe, Le Touquet

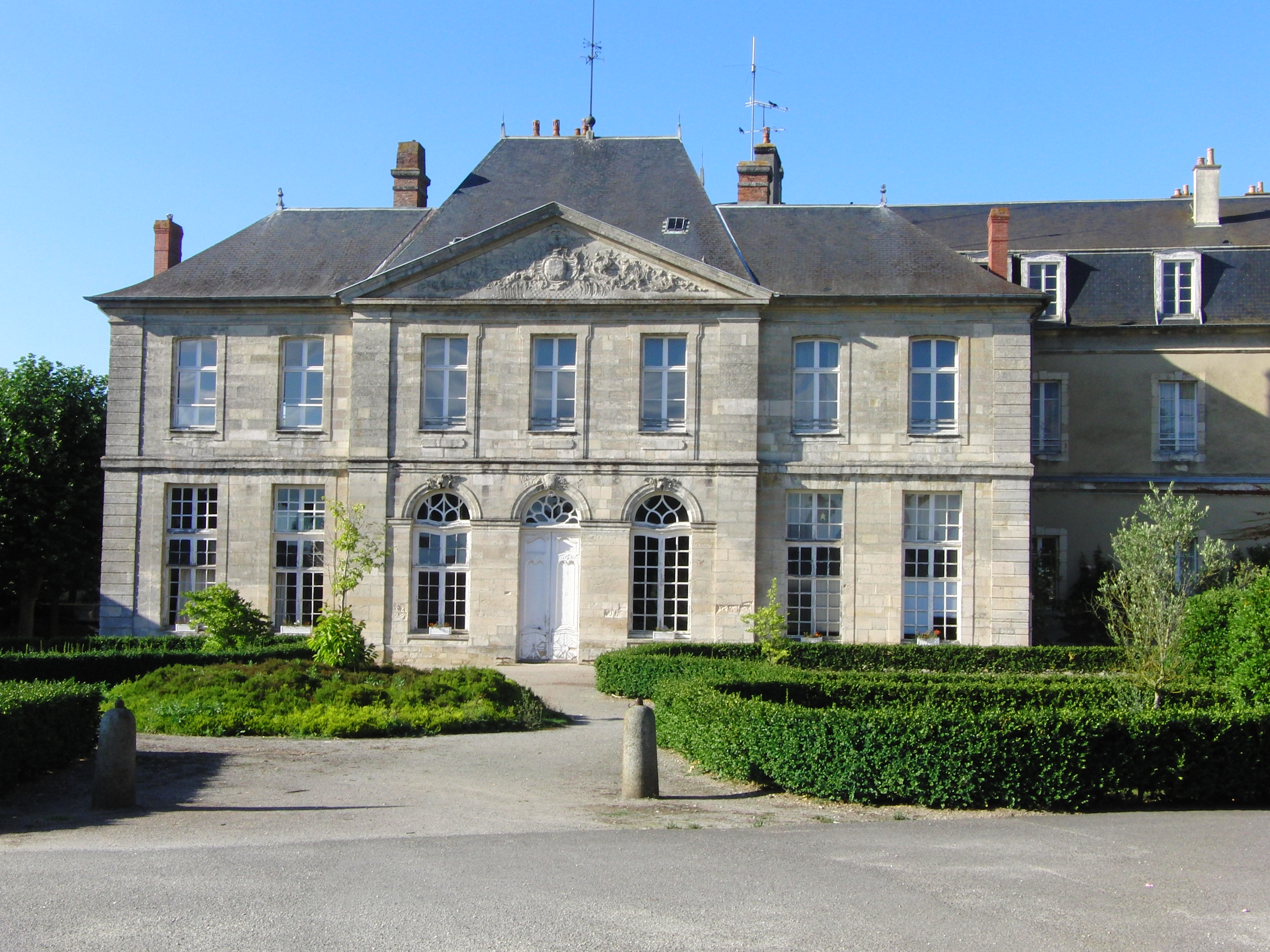
Abbaye Saint-Martin de Sées

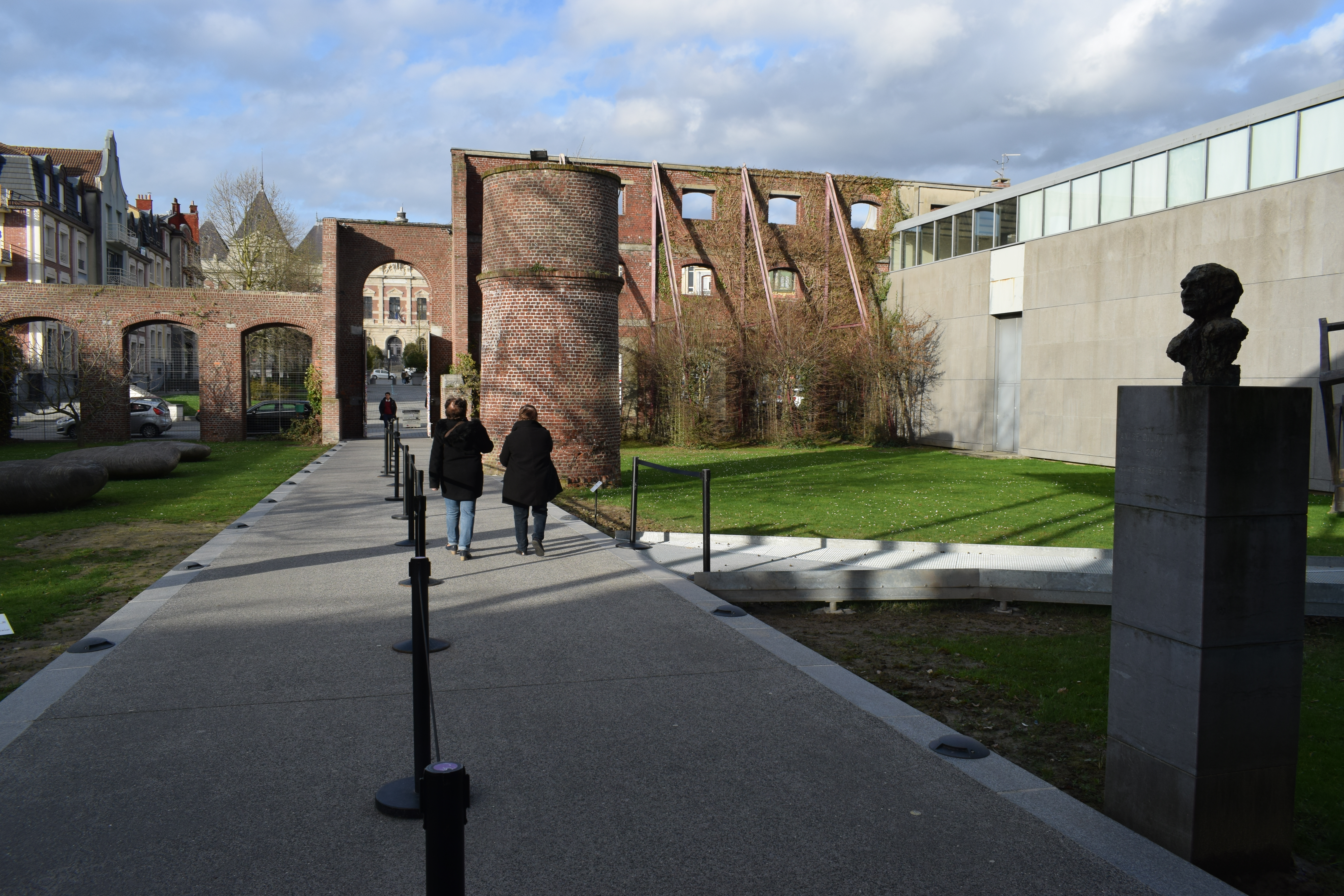
La Piscine, Roubaix

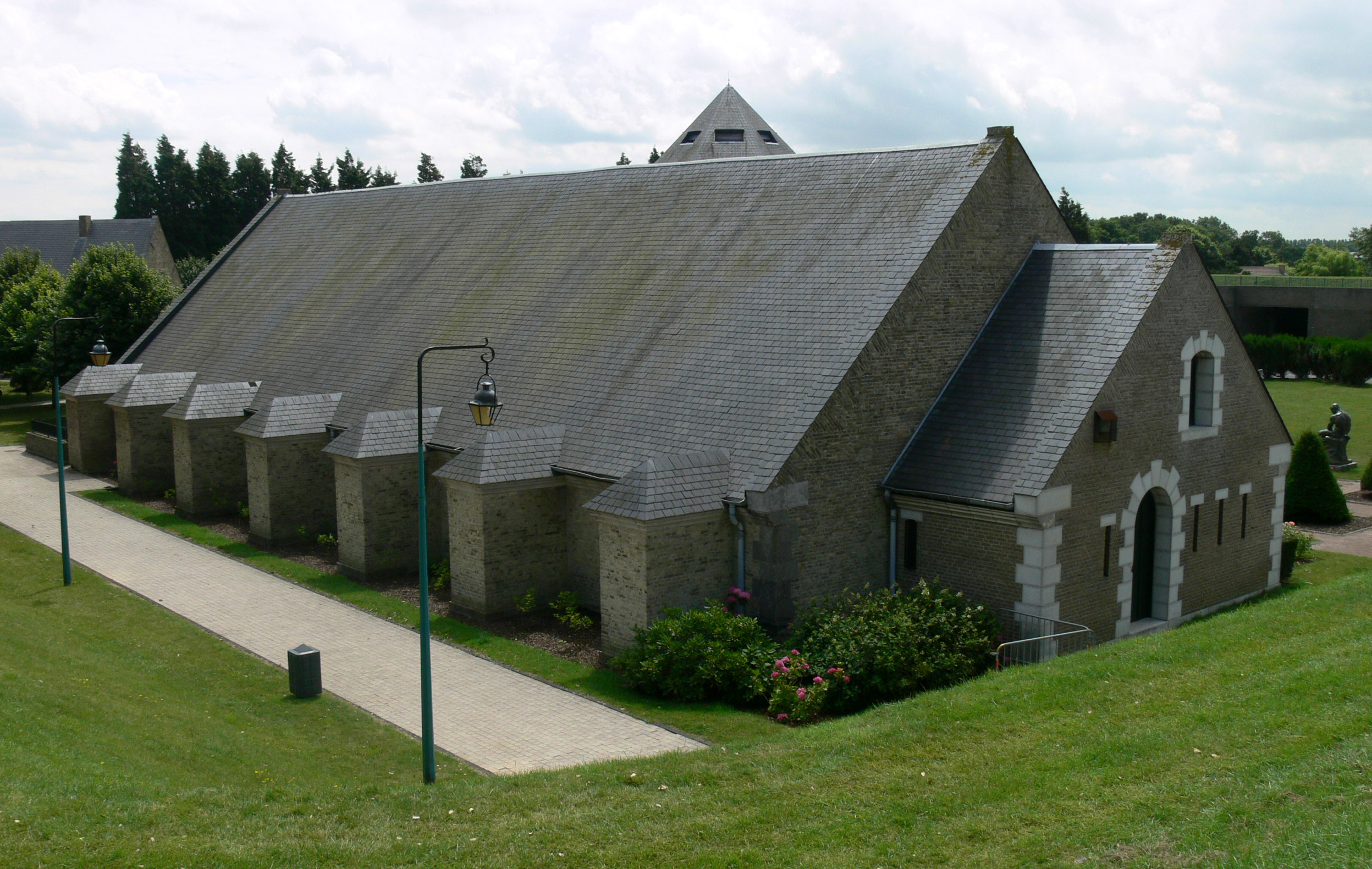
Musée du dessin et de l'estampe originale de Gravelines

- Galerie Dujardin, Roubaix, avril 1952.
- Galerie Parenthou, Roubaix, janvier 1953, 1955.
- Galerie Marcel Évrard, Lille, 1954.
- Galerie Droulers, Reims, de 1955 à 1960.
- Librairie Henri Dupont, Lille, 1956.
- Arthur Van Hecke - Peintures 1953-1956, Musée des Beaux-Arts de Tourcoing, 1956.
- Galerie Creuze, Paris, 1957.
- Musée des Beaux-Arts de Dunkerque, février-mars 1958, 1998 (rétrospective).
- Galerie Monique de Groote, Bruxelles, mars 1958.
- Atelier de la Monnaie, Lille, 1959
- Galerie Création, Roubaix, de juin 1960[15] à 1965.
- Arthur Van Hecke - Poèmes-peintures, Galerie Rive droite, Paris, 1961.
- Galerie de la Madeleine, Bruxelles, 1961, novembre-décembre 1962[16], 1963.
- Galerie Synthèse, Paris, mars 1963 (La Flandre maritime), janvier-février 1965[17].
- Galerie Pro Arte, Delmenhorst, décembre 1963[18].
- Musées de Vorpswede et Oldenbourg, 1964.
- Arthur Van Hecke - Aquarelles, Musée municipal d'Hazebrouck, août septembre 1966.
- Musée de l'hôtel Sandelin, Saint-Omer, 1966.
- Galerie de Paris, Paris, avril-juin 1967 (Marines), décembre 1968[19]
- Château de la Jansonne, Raphèle-lès-Arles, mai 1967[20], juin-août 1971.
- Galerie du Guet, Calais, décembre 1967, 1970.
- Galerie Nord, Lille, avril-mai 1968[21].
- Galerie Septentrion, Marcq-en-Barœul, octobre 1969, 1970.
- Chemins de neige, Librairie-galerie, Calais, janvier-février 1970.
- Société Générale, Brive-la-Gaillarde, 1971.
- Galerie Musson, Orléans, 1971, mai 1972[22].
- Les nus, Galerie Renar, Roubaix, février 1972.
- Palais de l'Europe, Le Touquet, à partir d'août 1972, jusqu'en 1990.
- Palais Stanislas, Nancy, 1972.
- Société Générale, Douai, 1972[23].
- Arthur Van Hecke - Aquarelles, Sogegarde, Paris, 1973.
- Galerie Raphaël Mischkind, Lille : 1973 (Aquarelles), puis dix expositions personnelles de novembre 1976[4],[24] à 1997, ensuite jusqu'en 2009.
- Le portrait, hôtel de ville de Malo-les-Bains, juin-septembre 1974.
- Arthur Van Hecke - Le Portrait, Galerie Kappa, 1974.
- Arthur Van Hecke - La Flandre, Musée Benoît-De-Puydt, Bailleul, 1977.
- Galerie du Verger (Régis Dorval), Le Touquet, à partir de 1977.
- Banque Populaire, Marcq-en-Barœul, 1978.
- Galerie Concorde, Hardelot, 1980.
- Galerie Berlioz, Marseille, 1981, novembre 1984, novembre 1986.
- Musée-poudrière de l'arsenal, Gravelines, février-mai 1982[25].
- Galerie Marc Richard, Zurich, mars-avril 1982.
- Galerie Dorval, Lille, 1983.
- Arthur Van Hecke - Portraits, villa Khariessa, Martigues, mai 1984.
- Arthur Van Hecke - Portraits, hôtel de ville de Roubaix, octobre-novembre 1984[26].
- Bibliothèque municipale de Roubaix, octobre-novembre 1984[27].
- Galerie Racines, Bruxelles, 1985.
- Galerie Erath, Le Touquet, juin-juillet 1985, 1986.
- Arthur Van Hecke - Dessins, aquarelles et pastels, Musée du dessin et de l'estampe originale, Gravelines, février 1987[28].
- Galerie Empreintes, Anzin, 1987.
- Collège Jean-Zay, Lomme, 1987.
- Galerie Robert Tuffier, Les Andelys, cinq expositions de 1987 à 1998, dont : avril-mai 1989, catalogue préfacé par Jean-Marie Drot[29],[30], décembre 1993 - janvier 1994.
- Arthur Van Hecke - Parcours, Musée d'art moderne de Villeneuve-d'Ascq, septembre-octobre 1988[31],[32],[33].
- Arthur Van Hecke - Portraits, fleurs, compositions inspirées du jardin de Claude Monet à Giverny, Galerie Expression, Saint-Tropez, juillet-août 1989[34].
- Galerie de l'Ermitage, Le Touquet, 1991, 1994.
- Abbaye Saint-Martin de Sées, septembre 1992.
- Arthur Van Hecke - Portraits, Musée municipal de Draguignan, juin-août 1994[35].
- Banque Scalbert Dupont, Lille, 1994.
- Galerie Ehler, Bonn, mai 1996.
- Galerie Hutse, Bruxelles, octobre-novembre 1996[36].
- Marin Price Galleries, Washington, octobre-novembre 1997.
- Arthur Van Hecke - œuvres 1946-1998 : Musée des Beaux-Arts de Dunkerque, novembre 1998 - mars 1999.
- Galerie Émeraude, Le Touquet, 2000, 2008.
- Van Hecke intime : la ville de Marquette-lez-Lille rend un hommage à celui qui donna son nom à l'une des écoles de la ville. Du 19 novembre au 4 décembre 2011, l'église Notre-Dame de Lourdes, transformée en lieu d'exposition, est le théâtre de cet événement qui a pour fil conducteur l'intimité du peintre. Un catalogue est édité.
- La Galerie Dujardin (1905-1980) - L'art au XXe siècle à Roubaix : La Piscine, Musée d'Art et d'Industrie André Diligent de Roubaix organise, du 2 juillet au 4 septembre 2011, une exposition consacrée à l'histoire de cette institution roubaisienne fondée en 1905. Avec les grands noms de l'art moderne (Germaine Richier, André Lanskoy, Alexander Calder, Henri Laurens, Bernard Buffet, Pablo Picasso, etc.), les artistes du Groupe de Roubaix, dont la galerie a initié les accrochages collectifs, sont représentés, dont Arthur Van Hecke.
- Arthur Van Hecke, ici chez lui : la ville de Gravelines, qui vient d'acquérir en salle des ventes une œuvre majeure de l'artiste, La Mort du Capitaine Simon, organise dans son Musée du dessin et de l'estampe originale de Gravelines, du 26 juin au 12 octobre 2011, une exposition qui réunit près de 100 œuvres, connues pour certaines, totalement inédites pour les autres[37],[38].

### Expositions collectives

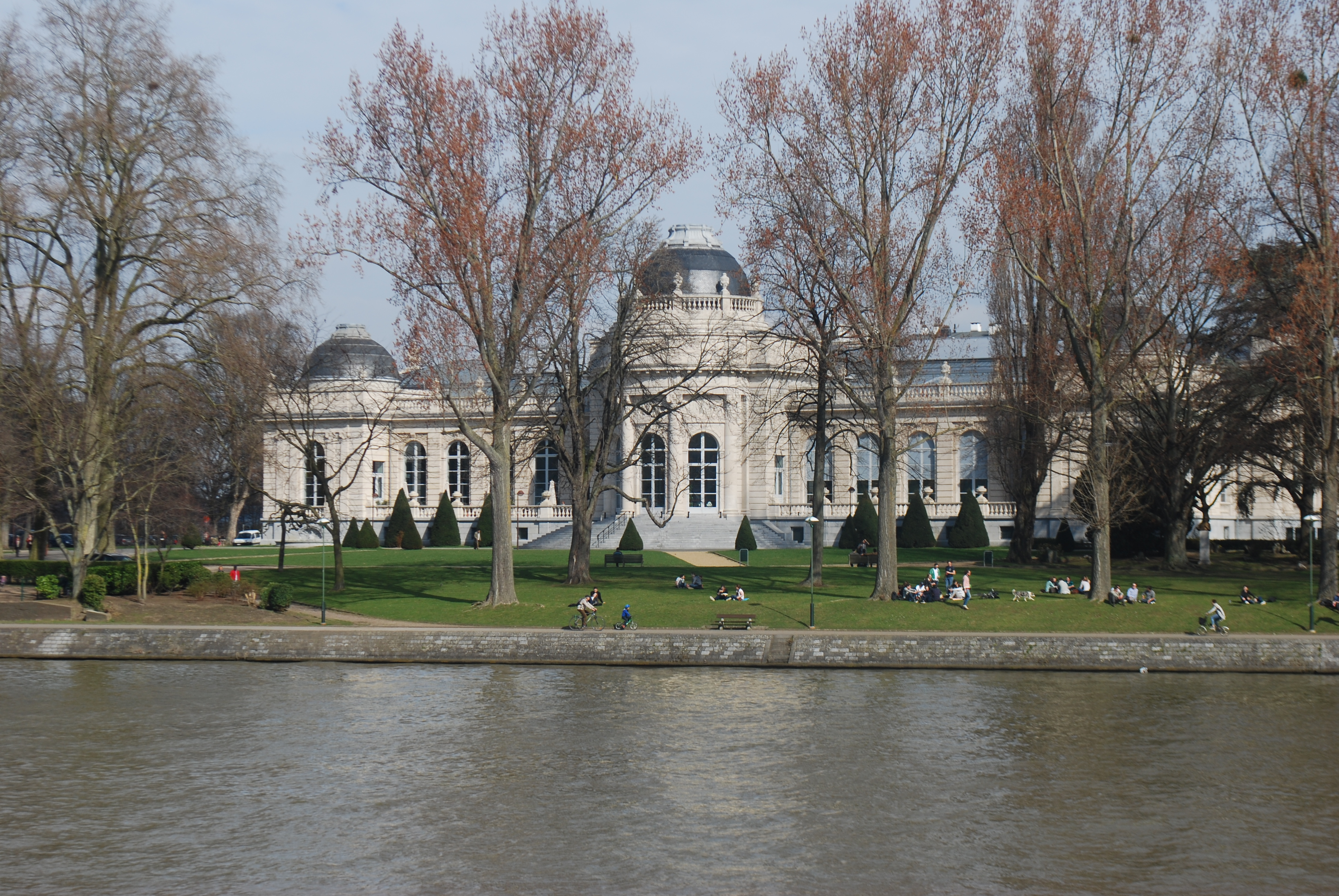
Palais des Beaux-Arts de Liège

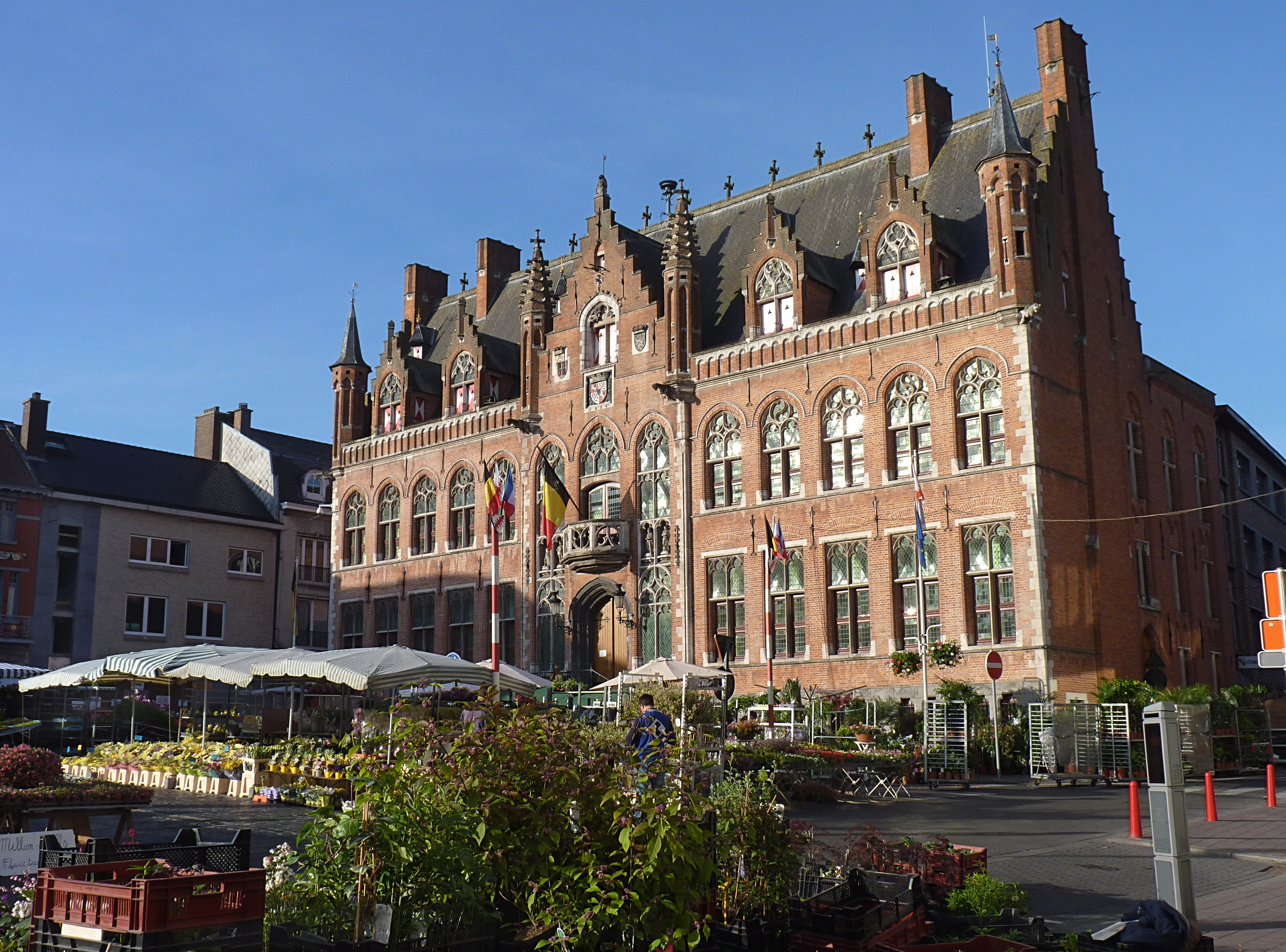
Hôtel de ville de Mouscron

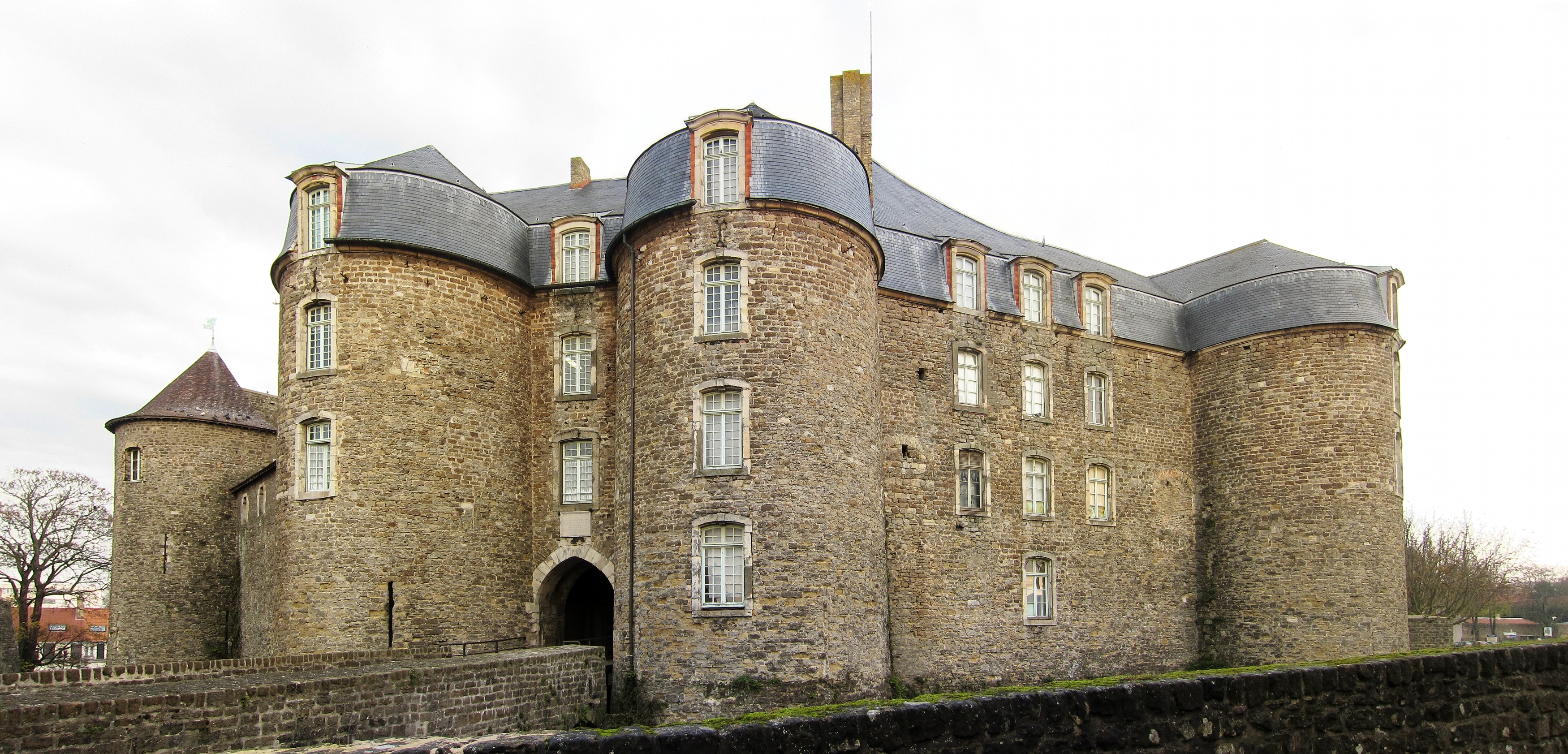
Château-musée de Boulogne-sur-Mer

- Salon des artistes roubaisiens, Roubaix, 1949, 1951, 1953, 1959, 1960.
- Galerie Dujardin, Roubaix, 1950, 1954, novembre 1957 (Huit artistes sans étiquette), 1974, 1979.
- Union pour la défense de l'art dans le Nord - L'art et les jeunes, Palais des Beaux-Arts, Lille, 1952.
- Salon du Nord, Hénin-Liétard, 1955.
- Eugène Dodeigne, Eugène Leroy, Arthur Van Hecke, Galerie Creuze, Paris, 1956.
- Biennale de Bruges, juin 1958, 1960.
- Palais des Beaux-Arts de Liège, 1958.
- Galerie Création, Roubaix, 1959 (exposition d'ouverture), 1971.
- Poèmes-objets, Galerie des Deux-Îles, Paris, 1960.
- Salon de Gravelines, de 1961 à 1981.
- Salon de mai, Paris, 1961, 1962[9], puis jusqu'en 1978.
- Salon La mer, Dunkerque, 1962.
- Musée Matisse du Cateau-Cambrésis, 1962.
- Musée municipal d'Hazebrouck, 1963.
- Salon des réalités nouvelles, Paris, 1963[9].
- Exposition organisée à l'occasion des États généraux du désarmement, Cercle Volney, Paris, mai 1963.
- Galerie Mischkind, Lille, 1966 (Cinqquante peintres), 1972 (Le visage et les peintres).
- Nord 66, Musée Sandelin, Saint-Mer, 1966.
- Le portrait, Galerie Claude Bernard, Paris, 1967.
- Salon d'art contemporain de Montrouge, 1967.
- Hôtel de ville de Roubaix, décembre 1969.
- Les peintres de la mer (Arthur Van Hecke invité d'honneur), château de Karesveld, Bruxelles, 1971.
- André Copin, Arthur Van Hecke, prieuré de Vivoin, octobre 1972[39].
- Peintures, dessins, sculptures, Galerie Renar, Roubaix, 1974.
- Salon d'automne, Paris, 1975.
- P. Theunissen, sculptures - Arthur Van Hecke, peintures, Maison de la culture de Béthune, 1978.
- Hommes des Flandres - Eugène Leroy, Arthur Van Hecke, Eugène Dodeigne, Jean Roulland, Paul Hémery, Michel Delporte, Jacques Dodin, Pierre Hennebelle, Marc Ronet, Robert Conte, Musée des Beaux-Arts de Tourcoing, mai-juillet 1979.
- Foire internationale d'art contemporain (stand Galerie du Verger), Paris, 1979, 1980.
- Panorama de la peinture contemporaine - Paul Aïzpiri, Jean-Pierre Alaux, Paul Ambille, Yves Brayer, Jean Bréant, Bernard Buffet, Rodolphe Caillaux, Jean Carzou, Michel Ciry, Marcel Cramoysan, Jef Friboulet, Pierre Gautiez, Camille Hilaire, Franck Innocent, Monique Journod, Michel King, Roland Lefranc, Édouard Georges Mac-Avoy, Georges Mirianon, Jean Navarre, Marcel Peltier, Christian Sauvé, Robert Savary, Gaston Sébire, Arthur Van Hecke…, hôtel de ville de Sotteville-lès-Rouen, mars 1980[40].
- Donation Jean et Geneviève Masurel à la Communauté urbaine de Lille, Musée du Luxembourg, Paris, mars-mai 1980.
- Hôtel de ville de Mouscron, 1980.
- Musée d'art moderne de Villeneuve-d'Ascq, novembre 1983 (exposition inaugurale), juin-septembre 1996 (Collections, collection).
- Printemps en Normandie - Michel Beck (sculptures) ; Jacques Bouyssou, Jean Bréant, Fernand Herbo, Camille Hilaire, Michel Pinier, Jean-Pierre Pophillat, André Raffin, Robert Savary, Gaston Sébire, Arthur Van Hecke (peintures), Galerie Robert Tuffier, Les Andelys, avril-mai 1983.
- Le Groupe de Roubaix, Fondation Septentrion, Marcq-en-Barœul, décembre 1986 - janvier 1987.
- Maison de la culture des Batignolles, Paris, 1987.
- Biennale Art Présent, Arras, mai 1989, 1991.
- Arts vivants, Nord - Pas-de-Calais, château-musée de Boulogne-sur-Mer, 1992.
- Bibliothèque de Loos-en-Gohelle, 1992.
- Le Groupe de Roubaix, Musée d'art moderne et d'industrie de Roubaix, décembre 1997 - février 1998.
- La Galerie Dujerdin (1905-1980) - L'art du XXe siècle à Roubaix (Germaine Richier, André Lanskoy, Alexander Calder, Henri Laurens, Bernard Buffet, Pablo Picasso, les artistes du Groupe de Roubaix dont Arthur Van Hecke), La Piscine, Musée d'art et d'industrie André-Diligent à Roubaix, 2 juillet - 4 septembre 2011.
- Le Groupe de Roubaix, La Piscine, Roubaix, 2018[41].

## Collections publiques

### France
- Bailleul : Musée Benoît-De-Puydt.
- Dunkerque : Musée des Beaux-Arts.
- Dunkerque : Lieu d'Art et Action contemporaine (LAAC).
- Dunkerque : Musée portuaire.
- Gravelines : Musée du dessin et de l'estampe originale.
- Hazebrouck : Musée des Augustins.
- Lambersart : Hôtel de ville.
- Le Touquet : Musée Municipal.
- Lille : Palais des Beaux-Arts.
- Paris :
  - Fonds d'art contemporain - Paris Collections, Soleil blanc, huile sur toile 100x81cm, vers 1965[42].
  - Musée d'art moderne de la ville de Paris.
- Puteaux : Fonds national d'art contemporain.
- Roubaix : La Piscine, Musée d'Art et d'Industrie, 135 œuvres (peintures et dessins, inventaire Amandine Delcourt, 2009[1]) auxquelles s'ajoute Le Bonheur, huile sur toile, 210x205cm, 1988, provenant du hall de l'ancienne maternité Paul-Gellé, don du centre hospitalier de Roubaix, 2019[43],[44],[45].
- Tourcoing : MUba Eugène-Leroy.
- Villeneuve-d'Ascq : Lille Métropole Musée d'art moderne, d'art contemporain et d'art brut, 24 toiles dont Portrait d'André Lanskoy.
- Wattrelos : Hôtel de ville.

### Allemagne
- Musée de Delmenhorst.
- Musée d'Oldenbourg.
- Musée de Worpswede.

## Fresques, mosaïques, totem, vitraux
- Bergues, école Charles-Perrault, Le cirque, 250x600cm, 1969.
- Bergues, collège Cobergher, mosaïque.
- Bergues, Piscine, peinture murale.
- Cambrai, cathédrale Notre-Dame-de-Grâce, vitraux d'Henry Lhotellier d'après des cartons d'Arthur Van Hecke, 1982.
- Dunkerque, école Saint-Joseph, Vitraux d'après des cartons d'Arthur Van Hecke, 1973.
- Dunkerque, église Saint-Éloi, vitraux d'Henry Lhotellier d'après des cartons d'Arthur Van Hecke, 1979.
- Dunkerque, hôtel de ville.
- Dunkerque, cimetière, crématorium, Triptyque, 1992.
- Dunkerque, office de tourisme, Scène de carnaval, 1985.
- Dunkerque, hôtel des impôts, décoration murale, 1976.
- Dunkerque, Inspection académique, panneaux décoratifs, 1977.
- Grand-Fort-Philippe, école maternelle, vitraux.
- Grande-Synthe, C.E.S., mosaïque.
- Gravelines, collège Pierre et Marie Curie, Totem de pierres, 1971.
- Lambersart, école Albert Samain, Fresque de l'enfance, 1956.
- Landrecies, Lycée Dupleix, mosaïque.
- Lille, Rectorat d'académie, Les racines du ciel, fresque murale 350x1300cm, 1975.
- Lille, Communauté urbaine, mosaïque.
- Lille, station de métro Canteleu, paysage marécageux, lave de Volvic émaillée, 1988.
- Lille, hall d'entrée de FR3, mosaïque et fresque, 1978.
- La Madeleine-lez-Lille, école Saint-Exupéry, fresque, 1977.
- Marquette-lez-Lille, école maternelle publique Van Hecke, Le Cirque.
- Maubeuge, immeuble d'habitations (architecte : André Gaillard), Fresque de galets (H. 250 ; L. 900 cm), 1963.
- Osséja, La perle cerdane, décor mural, 1971.
- Petit-Fort-Philippe, AFEJI, L'enfance à la mer, Fresques, 1967.
- Petit-Fort-Philippe, Centre Paul-Machy, Fresques, 1971.
- Petite- Synthe, C.E.S. du torpilleur, mosaïque.
- Tourcoing, C.E.S. Branly, Mosaïque, 1974 (longueur : 8 mètres).

## Collections privées
- La Voix du Nord, Lille.